# Mordechai Sobol
Pour les articles homonymes, voir Sobol.
Mordechai Sobol, né en 1951 à Hadera,,, ou Tel Aviv en Israël et mort le 15 septembre 2018, à Atlanta, (et non à New York), est un Hazzan, compositeur, chef d'orchestre et arrangeur musical israélien, né de parents polonais, survivants de la Shoah.

## Biographie
Mordechai Sobol est né en 1951 à Tel Aviv-Jaffa, en Israël. Il est le fils de Meir Sobol et de Zissel Sobol, survivants de la Shoah.

### Études
Il étudie avec le Hazzan Shlomo Ravitz (1886–1980),, dès l'âge de 8 ans. Il apprend les fondements des prières juives, la lecture à vue, l'harmonie et le contrepoint. Il devient le soliste principal de la chorale Oneg Shabbat de Ohel Shem à Tel-Aviv.
Â 12 ans, il étudie avec le chef d'orchestre Samuel Rivlin (Shelomo Zalman Rivlin) (1886–1962) et chante dans sa chorale et se fait connaitre par son interprétation des airs de Hazzanut, ceux chantés, en particulier par le Hazzan Mordechai Hirschman(Mordechai Hershman) (1888-1940).
Â 16 ans, il officie durant les fêtes de Roch Hachana et de Yom Kipour, soutenu par une chorale de 40 personnes, dirigée par le Hazzan Shlomo Ravitz.
Durant son service militaire, il est membre de la chorale du grand-rabbinat.

### Doctorat en musique
Il obtient un doctorat en musique juive.

### Contributions à la musique juive
Il fait de nouveaux arrangements pour chorale et orchestre. Il compose des œuvres originales.

### L'ensemble Yuval pour le cantorat et la musique juive
Mordechai Sobol fonde L'ensemble Yuval pour le cantorat et la musique juive, dont il est le directeur musical et le chef d'orchestre.
Il forme des jeunes Hazzanim.

### Mort
En visite aux États-Unis, où il officie chaque année à Roch Hachana, il s'évanouit après le service. Il meurt d'un anévrisme suivi d'un coma le 15 septembre 2018 à Atlanta. Il est enterré au cimetière Yarkon à Petah Tikva.

## Disques
Une liste partielle :
- Hashir Shehalviyim
- Hear Our Voice
- In Those Days At This Time 1
- In Those Days At This Time 2
- In Those Days At This Time 3
- Jubilation And Prayer
- Mitzad Hazmiros
- Mitzad Hazmiros Hachasidi 1992
- The Best Of Melave Malka
- World Cantors Sing Carlebach

## Honneurs
- Prix de Jérusalem[2]
- Prix du Président pour l'Éducation[2]en 2006, des mains de Yitzhak Navon[11]